# هورست بيرغر
هورست بيرغر (بالإنجليزية: Horst Berger)‏ هو مصمم إنشائي وبروفيسور أمريكي، ولد في 1928.